# LEN Champions League 2024-2025
La LEN Champions League 2024-2025 è stata la 61ª edizione del massimo trofeo continentale di pallanuoto per squadre europee di club.
La squadra campione in carica era il Ferencváros, che si è riconfermato conquistando il suo terzo titolo europeo.

## Squadre partecipanti

### Ranking delle federazioni
Le prime 11 nazioni nel ranking qualificano una squadra direttamente alla fase principale.
| Rank | Federazione | Coeff.  | Squadre |
| ---- | ----------- | ------- | ------- |
| 1    | Italia      | 110.260 | 3       |
| 2    | Ungheria    | 84.492  | 3       |
| 3    | Spagna      | 17.732  | 3       |
| 4    | Serbia      | 69.815  | 3       |
| 5    | Grecia      | 68.857  | 3       |
| 6    | Croazia     | 57.210  | 3       |
| 7    | Francia     | 45.620  | 2       |
| 8    | Germania    | 33.042  | 2       |
| 9    | Romania     | 17.087  | 3       |
| 10   | Montenegro  | 14.977  | 2       |
| 11   | Georgia     | 12.407  | 1       |
| 12   | Turchia     | 7.245   | 1       |
| 13   | Russia      | 5.162   | 0       |
| 14   | Svizzera    | 3.685   | 0       |
| 15   | Paesi Bassi | 3.280   | 0       |

| Rank | Federazione          | Coeff. | Squadre |
| ---- | -------------------- | ------ | ------- |
| 16   | Slovacchia           | 3.180  | 0       |
| 17   | Portogallo           | 2.872  | 0       |
| 18   | Slovenia             | 2.960  | 0       |
| 19   | Lituania             | 1.877  | 0       |
| 20   | Bosnia ed Erzegovina | 1.790  | 1       |
| 21   | Regno Unito          | 1.720  | 0       |
| 22   | Belgio               | 1.310  | 0       |
| 23   | Malta                | 1.310  | 0       |
| 24   | Israele              | 860    | 0       |
| 25   | Danimarca            | 560    | 0       |
| 26   | Finlandia            | 560    | 0       |
| 27   | Bulgaria             | 370    | 0       |
| 28   | Cipro                | 370    | 0       |
| 29   | Polonia              | 317    | 0       |

### Lista
Le vincenti dei campionati delle prime 11 nazioni del ranking ottengono la qualificazione alla fase principale. Se la vincente della LEN Champions League 2023-2024 è anche campione nazionale, il posto vacante viene assegnato alla seconda classificata del campionato nazionale. Per l'edizione 2024-2025, dal momento che il Ferencváros aveva vinto anche il campionato nazionale, il posto extra è stato assegnato al Vasas, secondo classificato del campionato ungherese.
In seguito al ritiro a causa di problemi economici del Pro Recco, detentore del campionato italiano, il suo posto è stato preso dal Savona, secondo classificato nel campionato nazionale, mentre il terzo slot riservato all'Italia è stato preso dall'Ortigia, quarto classificato in campionato. Anche la federazione Croata ha fatto registrare un ritiro, quello del Primorje, arrivato terzo nel campionato nazionale e sostituito dal Mladost.
| Fase principale       | Fase principale       | Fase principale      | Fase principale               |
| --------------------- | --------------------- | -------------------- | ----------------------------- |
| Jadran Spalato (1º)   | Marsiglia (1º)        | Dinamo Tibilisi (1º) | Waspo Hannover (1º)           |
| Olympiakos (1º)       | Ferencváros (1º)      | Vasas (2º)           | Savona (2º)                   |
| Primorac (1º)         | Steaua București (1º) | Novi Beograd (1º)    | Barceloneta (1º)              |
| Fase preliminare      |                       |                      |                               |
| VK Banja Luka (1º)    | Jug Dubrovnik (2º)    | Mladost (4º)         | Aix-en-Provence Natation (3º) |
| Spandau (2º)          | Vouliagmeni (2º)      | PAOK (3º)            | BVSC (3º)                     |
| AN Brescia (3º)       | Ortigia (4º)          | Jadran H.N. (2º)     | Oradea (3º)                   |
| Dinamo București (3º) | Radnički (2º)         | Šabac (3º)           | Sabadell (2º)                 |
| Barcellona (3º)       | Enka SK (1º)          |                      |                               |

## Calendario
| Fase             | Turno            | Data                 |
| ---------------- | ---------------- | -------------------- |
| Qualificazioni   |                  | 12-15 settembre 2024 |
| Fase principale  | Prima giornata   | 8-9 ottobre 2024     |
| Fase principale  | Seconda giornata | 15-16 ottobre 2024   |
| Fase principale  | Terza giornata   | 29-30 ottobre 2024   |
| Fase principale  | Quarta giornata  | 12-13 novembre 2024  |
| Fase principale  | Quinta giornata  | 19-20 novembre 2024  |
| Fase principale  | Sesta giornata   | 3-4 dicembre 2024    |
| Quarti di finale | Prima giornata   | 4-5 febbraio 2025    |
| Quarti di finale | Seconda giornata | 25-26 febbraio 2025  |
| Quarti di finale | Terza giornata   | 18-19 marzo 2025     |
| Quarti di finale | Quarta giornata  | 1-2 aprile 2025      |
| Quarti di finale | Quinta giornata  | 22-23 aprile 2025    |
| Quarti di finale | Sesta giornata   | 13-14 aprile 2025    |
| Final Four       | Semifinali       | 30 maggio 2025       |
| Final Four       | Finale           | 1 giugno 2025        |

## Qualificazioni
Diciotto squadre sono inserite in quattro gironi, due da quattro e due da cinque squadre. Si qualificano al secondo turno di qualificazione le prime classificate squadre di ciascun girone. Il sorteggio si è tenuto il 13 agosto 2024 a Zagabria, in Croazia.

### Gruppo A
|    | I turno di qualificazione 2024-2025 | Pti | G | V | N | P | GF | GS  | DR   |
| -- | ----------------------------------- | --- | - | - | - | - | -- | --- | ---- |
| 1. | Jadran H.N.                         | 12  | 4 | 4 | 0 | 0 | 78 | 33  | +45  |
| 2. | Jug Dubrovnik                       | 9   | 4 | 3 | 0 | 1 | 65 | 32  | +33  |
| 3. | Sabadell                            | 6   | 4 | 2 | 0 | 2 | 70 | 44  | +26  |
| 4. | Dinamo București                    | 3   | 4 | 1 | 0 | 3 | 58 | 55  | +3   |
| 5. | VK Banja Luka                       | 0   | 4 | 0 | 0 | 4 | 15 | 122 | -107 |

### Gruppo B
|    | I turno di qualificazione 2024-2025 | Pti | G | V | N | P | GF | GS | DR  |
| -- | ----------------------------------- | --- | - | - | - | - | -- | -- | --- |
| 1. | Radnički                            | 9   | 3 | 3 | 0 | 0 | 33 | 30 | +3  |
| 2. | BVSC                                | 6   | 3 | 2 | 0 | 1 | 40 | 32 | +8  |
| 3. | Mladost                             | 3   | 3 | 1 | 0 | 2 | 32 | 29 | +3  |
| 4. | Vouliagmeni                         | 0   | 3 | 0 | 0 | 3 | 28 | 42 | -14 |

### Gruppo C
|    | I turno di qualificazione 2024-2025 | Pti | G | V | N | P | GF | GS | DR  |
| -- | ----------------------------------- | --- | - | - | - | - | -- | -- | --- |
| 1. | Oradea                              | 11  | 4 | 3 | 1 | 0 | 53 | 36 | +17 |
| 2. | Spandau                             | 9   | 4 | 3 | 0 | 1 | 43 | 36 | +7  |
| 3. | AN Brescia                          | 7   | 4 | 2 | 1 | 1 | 51 | 36 | +15 |
| 4. | PAOK                                | 3   | 4 | 1 | 0 | 3 | 33 | 48 | -15 |
| 5. | Enka SK                             | 0   | 4 | 0 | 0 | 4 | 38 | 62 | -24 |

### Gruppo D
|    | I turno di qualificazione 2024-2025 | Pti | G | V | N | P | GF | GS | DR  |
| -- | ----------------------------------- | --- | - | - | - | - | -- | -- | --- |
| 1. | Sabadell                            | 9   | 3 | 3 | 0 | 0 | 48 | 25 | +23 |
| 2. | Šabac                               | 6   | 3 | 2 | 0 | 1 | 39 | 35 | +4  |
| 3. | Ortigia                             | 3   | 3 | 1 | 0 | 2 | 39 | 43 | -4  |
| 4. | Aix-en-Provence Natation            | 0   | 3 | 0 | 0 | 3 | 25 | 48 | -23 |

## Fase principale
Le 16 squadre sono divise in 4 gruppi, ognuno da 4 squadre partecipanti. Le prime due classificate ottengono la qualificazione per i quarti di finale, mentre terza e quarta classificata vengono retrocesse in LEN Euro Cup 2024-2025.

### Gruppo A
|    | Fase principale 2024-2025 | Pti | G | V | V (d.t.r) | P (d.t.r) | P | GF | GS | DR  |
| -- | ------------------------- | --- | - | - | --------- | --------- | - | -- | -- | --- |
| 1. | Novi Beograd              | 18  | 6 | 6 | 0         | 0         | 0 | 75 | 51 | +24 |
| 2. | Oradea                    | 10  | 6 | 2 | 2         | 0         | 2 | 79 | 83 | -4  |
| 3. | Steaua București          | 7   | 6 | 1 | 1         | 2         | 2 | 77 | 86 | -9  |
| 4. | Waspo Hannover            | 1   | 6 | 0 | 0         | 1         | 5 | 57 | 68 | -11 |

### Gruppo B
|    | Fase principale 2024-2025 | Pti | G | V | V (d.t.r) | P (d.t.r) | P | GF | GS | DR  |
| -- | ------------------------- | --- | - | - | --------- | --------- | - | -- | -- | --- |
| 1. | Ferencváros               | 18  | 6 | 6 | 0         | 0         | 0 | 92 | 42 | +50 |
| 2. | Jadran Spalato            | 11  | 6 | 3 | 1         | 0         | 2 | 76 | 69 | +7  |
| 3. | Radnički                  | 7   | 6 | 2 | 0         | 1         | 3 | 51 | 72 | -21 |
| 4. | Dinamo Tibilisi           | 0   | 6 | 0 | 0         | 0         | 6 | 44 | 80 | -36 |

### Gruppo C
|    | Fase principale 2024-2025 | Pti | G | V | V (d.t.r) | P (d.t.r) | P | GF  | GS | DR  |
| -- | ------------------------- | --- | - | - | --------- | --------- | - | --- | -- | --- |
| 1. | Barceloneta               | 18  | 6 | 6 | 0         | 0         | 0 | 100 | 56 | +44 |
| 2. | Marsiglia                 | 9   | 6 | 3 | 0         | 0         | 3 | 69  | 67 | +2  |
| 3. | Jadran H.N.               | 6   | 6 | 2 | 0         | 0         | 4 | 61  | 73 | -12 |
| 4. | Vasas                     | 3   | 6 | 1 | 0         | 0         | 5 | 54  | 88 | -34 |

### Gruppo D
|    | Fase principale 2024-2025 | Pti | G | V | V (d.t.r) | P (d.t.r) | P | GF | GS | DR  |
| -- | ------------------------- | --- | - | - | --------- | --------- | - | -- | -- | --- |
| 1. | Olympiakos                | 17  | 6 | 3 | 2         | 0         | 1 | 91 | 68 | +23 |
| 2. | Savona                    | 13  | 6 | 3 | 1         | 1         | 1 | 74 | 69 | +5  |
| 3. | Sabadell                  | 6   | 6 | 1 | 1         | 1         | 3 | 75 | 84 | -9  |
| 4. | Primorac                  | 0   | 6 | 1 | 0         | 2         | 3 | 79 | 98 | -19 |

## Quarti di finale
Le prime due classificate di ognuno dei quattro gironi, per un totale di 8 squadre, sono divise in due gironi da quattro squadre, in modo che ognuno di essi contenga due vincenti dei gironi e due seconde classificate. Il sorteggio si è tenuto a Zagabria l'11 dicembre 2024. Le prime due classificate di ciascun girone si qualificano per la fase finale.

### Gruppo A
|    | Quarti di finale 2024-2025 | Pti | G | V | V (d.t.r) | P (d.t.r) | P | GF | GS | DR  |
| -- | -------------------------- | --- | - | - | --------- | --------- | - | -- | -- | --- |
| 1. | Novi Beograd               | 15  | 6 | 5 | 0         | 0         | 1 | 80 | 63 | +17 |
| 2. | Marsiglia                  | 12  | 6 | 4 | 0         | 0         | 2 | 77 | 58 | +19 |
| 3. | Olympiakos                 | 7   | 6 | 2 | 0         | 1         | 3 | 64 | 69 | -5  |
| 4. | Jadran Spalato             | 2   | 6 | 0 | 1         | 0         | 5 | 55 | 86 | -31 |

### Gruppo B
|    | Quarti di finale 2024-2025 | Pti | G | V | V (d.t.r) | P (d.t.r) | P | GF  | GS  | DR  |
| -- | -------------------------- | --- | - | - | --------- | --------- | - | --- | --- | --- |
| 1. | Ferencvaros                | 16  | 6 | 5 | 0         | 1         | 0 | 100 | 60  | +40 |
| 2. | Barceloneta                | 14  | 6 | 4 | 1         | 0         | 1 | 85  | 62  | +23 |
| 3. | Savona                     | 6   | 6 | 2 | 0         | 0         | 4 | 71  | 83  | -12 |
| 4. | Oradea                     | 0   | 6 | 0 | 0         | 0         | 6 | 49  | 100 | -51 |

## Fase finale
La fase finale si è tenuta tra il 31 maggio e il 1º giugno 2025 a La Valletta, a Malta.

### Tabellone
|  | Semifinali         | Semifinali         | Semifinali  |             |              | Finale       | Finale      | Finale   |  |
|  |                    |                    |             |             |              |              |             |          |  |
|  | Novi Beograd (dtr) | Novi Beograd (dtr) | 15          |             |              |              |             |          |  |
|  | Novi Beograd (dtr) | Novi Beograd (dtr) | 15          |             |              |              |             |          |  |
|  | Barceloneta        | Barceloneta        | 14          |             |              |              |             |          |  |
|  | Barceloneta        | Barceloneta        | 14          |             | Novi Beograd | Novi Beograd | 11          |          |  |
|  |                    |                    |             |             | Novi Beograd | Novi Beograd | 11          |          |  |
|  |                    |                    | Ferencváros | Ferencváros | 13           |              |             |          |  |
|  | Ferencváros        | Ferencváros        | Ferencváros | Ferencváros | 13           | 14           |             |          |  |
|  | Ferencváros        | Ferencváros        |             |             |              | 14           |             |          |  |
|  | Marsiglia          | Marsiglia          | 11          |             |              | 3º posto     | 3º posto    | 3º posto |  |
|  | Marsiglia          | Marsiglia          | 11          |             |              |              |             |          |  |
|  |                    |                    |             |             |              |              |             |          |  |
|  |                    |                    |             |             |              | Barceloneta  | Barceloneta | 19       |  |
|  |                    |                    |             |             |              | Barceloneta  | Barceloneta | 19       |  |
|  |                    |                    |             |             |              | Marsiglia    | Marsiglia   | 9        |  |

### Finale 3º posto
| Arbitri: | Michiel Zwart Frank Ohme |

|             |           |            |
| Granados: 6 | Marcatori | 3: Vernoux |

### Finale
| Arbitri: | Georgios Stavridis Raffaele Colombo |

|          |           |             |
| Lukic: 6 | Marcatori | 6: Manhercz |